# Philip Steenbergen
Philip Steenbergen est un musicien néerlandais né le 28 juin 1989 à Arnhem aux Pays-Bas. Il était le guitariste du groupe Omnia.

## Compléments